# 대사 (가톨릭)

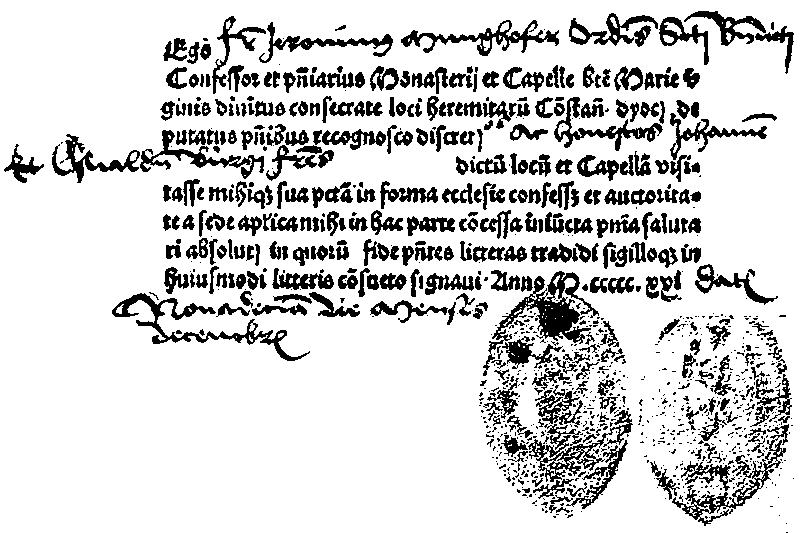
1521년 대사 부여를 약속하는 고해 특전 준허 증서

대사(大赦, 라틴어: indulgentia, 영어: indulgence) 또는 면벌(免罰) 혹은 대사부(大赦符)는 라틴어로 '은혜' 또는 '관대한 용서'라는 뜻이다.
로마 가톨릭교회의 신학을 따르면 교황이 지닌 일종의 종교적 죄의 처벌에 대한 '사면권'이다. 이미 용서받은 죄에 따른 벌, 즉 잠벌(暫罰)을 탕감받기 위해서는 현세에서 행하는 속죄인 보속을 치루어야 하는데, 이를 일부 또는 전부를 감면해주는 은사를 말한다. 죄인이 자신이 저지른 범죄를 교회에 사실대로 고백하여 죄를 용서받은 다음 예수와 모든 성인의 보속 공로를 통해서 그 죄에 해당하는 벌을 교회의 승인을 받아 면제받게 된다.
가톨릭 교리에 따르면, 대사는 벌을 사면해 주지만 죄 자체를 소멸시킬 효력은 없다. 죄를 용서받는 유일한 통상적 방식은 고해성사 뿐으로 '대사'를 곧 '면죄부'라고 하는 것은 오역이다.
대사는 교황이나 주교들이 줄 수 있으며, 대사의 조건으로 제시되는 행위는 고해성사, 영성체, 기도, 성지 순례 등의 신앙 실천으로, 이러한 실천들은 어떠한 물질적 조건도 요구하지 않는다.

## 개요
대사란, 사람이 죄를 지었다가 회개하고 고백하여(고해성사) 그 죄와 당연히 받을 지옥 형벌을 면하게 된 다음, 그 죄에 대한 잠벌(연옥)의 전부나 일부를 그리스도의 무한한 공로로 면제하여 주는 은사이다. 다시 말하자면 죄와 벌을 구분해야 한다는 뜻이다. 고해성사를 통해 죄는 사해졌지만 그 벌은 그대로 남아 있다. 비유컨대 급성 맹장염 환자가 수술을 받았으면 근본적으로는 죽음은 면했지만 그 수술의 통증은 남아 있는 것과 같다. 그러므로 죄로 인해 오는 통증, 즉 그 벌은 ‘보속’을 통해서 없어지는데 교회가 부여하는 대사를 통해서도 없앨 수 있는 것이다. 이것은 마치 국가원수가 국가의 경축일에 특사를 베풀어 투옥된 죄수들에게 감형을 주는 것과도 같다. 가톨릭교회에서는 그리스도로부터 받는 교도권으로 현재 매 25년마다 소위 성년(聖年)을 선포하고 특별히 대사의 은혜를 베푸는 제도가 있다.

## 성경의 대사와 대사의 역사

### 성경의 대사
로마 가톨릭교회의 가르침에 따르면, 교회에 부여된 이 대사권에 대해 다음과 같이 성경이 증명하고 있다고 주장한다.
예수님께서는 베드로에게 다음과 같이 말씀하셨다. “또 나는 너에게 하늘 나라의 열쇠를 주겠다. 그러니 네가 무엇이든지 땅에서 매면 하늘에서도 매일 것이고, 네가 무엇이든지 땅에서 풀면 하늘에서도 풀릴 것이다.”— 마태오, 16,19

코린토 교회에 근친상간을 범한 한 죄인이 있었다. 사도 바오로는 그를 단죄하면서 다음과 같이 선언하였다.
| “ | 전 비록 육신으로는 떨어져 있으나 영혼으로는 거기에 가 있습니다.저는 마치 제가 거기에 가 있는 것처럼 그런 짓을 저지른 자를 이미 심판했습니다. 우리 주 예수님의 이름으로 여러분들과 또한 저의 영혼이 우리 주 예수님의 권능과 함께 모일 때, 그런 자를 사탄에게 넘겨주어 그 육을 멸망에 넘겨주기로 한 것이니, 그것은 그 영혼이 주님의 날에 구원받도록 하려는 것입니다. | ” |
|   | — 1코린, 5,3~5 |   |

나중에 그가 진심으로 회개하자 그 때에는 그 벌을 면제해 주었다.
| “ | 그에게는 여러분 대다수가 내리신 그 처벌로도 충분합니다. 그러니 여러분은 이제 그를 용서하시고 위로해 주십시오. 그렇지 않으면 그는 지나친 슬픔에 잠기고 말 것입니다. 그러므로 전 여러분께 권고합니다. 그에게 사랑을 다짐해 주십시오. 제가 편지를 써 보낸 것도 실은 여러분이 온전히 순종들 하시는지 시험해서 알아보려는 것이었습니다. 여러분이 무엇인가 용서해 준 사람에 대해서는 저 역시 용서합니다. 또 제가 무엇인가 용서했다면 그것은 그리스도의 면전에서 여러분을 위해 용서한 것입니다. | ” |
|   | — 2코린, 2,6~10 |   |

### 사도 시대 이후의 대사의 역사
사도의 권한을 이어 받아 가톨릭교회의 주교들 역시 줄곧 이 ‘대사권’을 행사하여 왔다. 초대 교회 때부터 무거운 죄를 지은 신자에게는 엄한 재계와 고행을 명해 왔다. 죄의 무겁고 가벼움에 따라 며칠 동안부터 일생동안까지 이르기까지 여러 고행 기간이 정해져 있었다. 교회의 이 처벌권 행사에 대해 이의를 제기한 자는 하나도 없었다. 교회는 처벌권 행사에 대하여 면벌도 경감도 할 수 있는 권한이 있다. 가톨릭교회의 가르침에 따르면, 예수는 교회에 ‘맬 권한’과 ‘풀 권한’을 모두 부여하였다는 것이다.
테르툴리아노와 치프리아노의 저서만 보아도 알 수 있듯이, 처벌 중에 회개할 빛이 보이는 사람에게는 이미 선언한 벌을 감면해 준다. 314년 안키라 지방 교회회의의 법규 제 5조에도 주교들은 회개자들의 회개 실정을 감안하여 보속 기간을 연장하거나 널리 용서해 줄 권한을 가진다고 선언하였다.
제1차 니케아 공의회의 법규 제 12조에도 주교에게 같은 권한이 있음을 선언하였다. 그러므로 보속에 대한 감면, 그것이 곧 대사의 은전이다. 주교의 이 대사 선언은 교회에서는 물론 신의 앞에서도 유효하다는 인정을 받는다. 그 후 보속 행위가 초대 교회 때와는 많이 달라져서 기도, 선행, 고행, 성지 순례, 봉헌금 등의 행위로 치르도록 규정되었다.
토마스 아퀴나스는 교황 그레고리오 1세가 로마의 사도 성당을 순례하러 온 신자들에게 대사를 주었다고 증언하였다. 9세기의 교황 세르지오 1세는 성 실베스테르 성당, 성 마르티노 성당의 순례자들에게 3년과 30일, 40일의 대사를 주었고, 11세기에는 교황 레오 9세가 비순디니 주교좌 성당 축성식에 참석한 신자들에게 각자의 보속의 1/3에 해당하는 감면 대사를 주었다. 또 같은 11세기에 교황 우르바노 2세는 십자군 입대자로서 개인의 명예가 아닌 교회를 구하려는 경건한 열정을 가지고 출정하는 이들에게 한해서 전대사를 주었다. 1300년에 보니파시오 8세는 성년 대사를 선포하는 동시에, 그 후부터는 100년에 한 번씩 이를 선포하기로 규정하였다. 1350년에는 교황 클레멘스 6세가 이를 50년마다 선포하기로 제정하였고, 1475년에는 교황 바오로 2세가 이를 25년마다 선포하기로 제정하여 오늘날까지 실시되고 있다. 성년에는 회개자도 많아지고 평신도는 기도와 선공에 더욱 노력하여 큰 성과를 거두게 됨으로써 이 제도는 오늘날까지 계속되고 있다.
대사 선언은 그 필수 조건을 진심으로 실행하는 자에게 교회가 규정한 징벌을 해제해 주는 동시에, 하느님 앞에서의 잠벌을 실제로 감면해 주는 것이다. 이는 교회가 풀고 매는 대로 천국에서도 풀고 매기 때문이다.

## 대사의 종류
대사에는 ‘전대사’(全大赦)와 ‘한대사’(限大赦)로 두 가지가 있다. 잠벌 모두를 면제하는 게 전대사이고, 그 일부를 경감해 주는 것을 한대사라고 한다. 예를 들어 40일 동안의 재계와 고행으로만 받을 수 있는 보속 가치를 오늘날에는 대사의 은전만 입으면 그런 고행은 하지 않아도 그와 같은 보속 가치를 얻을 수 있다는 말이다. 교회의 대사권으로 이만큼 관대하게 만든 것이다.

## 현대 가톨릭 신학

### 죄
원죄나 악마의 유혹에 넘어감으로써 저지른 죄가 아닌 본죄의 경중은 사람에 따라 각자 차이가 있다.
- 대죄는 하느님의 법을 크게 거스른 행위를 저질렀을 때 성립하는 죄를 말하며, 이 경우 하느님과 사람 사이에 맺어진 올바른 관계를 파괴되어 영원한 삶을 얻을 가능성이 그만큼 멀어지게 한다. 대죄가 성립하려면 세 가지 조건이 있다: 그 행위가 매우 심각해야 하며, 행위자가 그 행위의 범죄적 특성을 알고 있고, 부득의한 사정 없이 의도적으로 그 행위를 저질러야 한다. (가톨릭 교리문답)

- 소죄는 대죄보다는 죄의 경중이 다소 작은 행위를 저질렀을 때 성립하는 죄를 말하며, 하느님과의 관계에 다소 교란은 일어나지만 완전히 끊어지지는 않는다. 다만 성덕에 나아가는 데 장애가 될 뿐이다. 설령 소죄를 아무리 많이 범했을지라도 그게 모여 대죄가 되지는 않는다. (가톨릭 교리문답)

보속은 죄에 따라 일시적 또는 영원히 치러야 한다. 현세에서의 보속은 일시적이다 - 이는 지상에서의 삶은 물론 저승에서의 삶까지 영향을 미친다. 만일 지상에서 보속을 다 마치지 못할 경우 연옥에서 마저 해야한다. 영원한 보속은 말 그대로 영원히 지속된다. 고통스러운 이 보속은 결국 지옥행으로까지 이어진다. 모든 죄는 그 종류에 따라 걸맞은 보속이 주어진지는데, 특히 대죄는 영원한 보속이 따르게 된다. 설령 (고해성사를 통해) 죄를 뉘우치고 용서를 받아 영원한 보속(지옥행)에서 벗어난다 하더라도, 그에 해당하는 현세에서나 연옥에서 받아야 할 벌까지 사하여지지는 않기 때문에 고해 사제가 부과하는 보속으로 잠벌을 치러야 한다. 그러나 잊어버려서 미처 고백하지 못한 죄에 대한 벌이 남아 있을 수도 있고, 고해 사제가 내린 보속이 죄에 비례하지 못할 수도 있다. 이때 보속하지 못하고 남은 벌은 지옥 영벌과 대비하여 잠벌이라 한다.
대사는 이러한 잠벌을 그에 해당하는 만큼을 감면해주는 것이다.

### 참회
전대사를 받으려면 반드시 고해성사를 포함한 일정 조건을 충족시켜야만 한다. 통회자(고백자)는 고해성사를 집전하는 사제를 통해 자신의 죄를 용서받고, 은총을 받은 상태가 되어 하느님과의 관계를 회복하여 복권하게 된다. 그러나, 개인의 형법상 죄와 다른 영구적인 보속은 관계 회복에서 제외되고, 현세적 보속은 남는다. 하느님은 자신의 죄를 뉘우치는 사람에게는 관대하나(죄를 용서하지만), 여전히 죄인의 잘못의 대가인 벌을 요구한다. 게다가 비록 죄로 인해 야기되는 하느님과의 관계 단절은 사라지지만, 죄의 영향/결과는 사라지지 않고 여전히 보속을 필요로 한다. 예를 들자면, 누군가 빵 한 덩어리를 훔쳤다면 도둑이 자신의 죄를 뉘우치더라도 제빵사는 여전히 빵을 잃어버린 상태 그대로이며, 그 때문에 괴로워한다. 이런 보속은 “현세적 보속”으로 불리며, 영구적인 보속과는 달리 시간의 보속으로 불린다. 그 이유는 “마지막 행선지”(천국 또는 지옥)보다는 일시적인 세상(지상과 연옥)과 연관이 있기 때문이다.

### 연옥에서의 일시적인 보속
교회에서는 이 세상에서 죄를 저지른 사람은 용서받다 죄에 대한 일시적 보속을 해야 한다고 가르친다(교리문답 1473). 어떤 이들은 자신이 지은 죄를 현세에서 완전히 보속을 하지 못하고 죽는다. 죽기 전에 완전한 회개와 보속을 통해 용서를 받아 죄사한을 받은 사람의 영혼은 천국에 가지만, 보속을 다하지 못한 사람의 영혼은 천국에 갈 수가 없다. 그런 사람들은 연옥에 들어가게 되며, 그곳에서 미처 다하지 못한 나머지 보속을 완전히 끝마쳐야 한다. 교회는 연옥의 영혼들은 그들이 아직 천국에 들어갈 자격을 갖추지 못했기 때문에 그들에게 도움이 되도록 생존자들이 대행할 수 있는 대사를 결정하며, 특별한 제한이 없을 시에는 대사를 연옥 영혼에게 양보할 수 있게 해준다. (살아있는 자는 제외) 연옥은 죽은 이들을 위한 준비된 장소로 상징되며, 언젠가는 그곳의 영혼들 모두 천국에 들어가게 될 것이라 한다. 즉 연옥은 하느님을 위해 죽은 이들이 정화되는 장소라고 할 수 있다.

## 같이 보기
- 메리트
- 연옥 (기독교)
- 독성죄